# Spizaetus isidori
Spizaetus isidori là một loài chim săn mồi Nam Mỹ trong họ Accipitridae.. Đôi khi nó được đặt trong chi Oroaetus đơn loài.

## Miêu tả
Spizaetus isidori là một loài chim khá lớn với sải cánh khoảng 147–180 cm và chiều dài 60–80 cm. Con trưởng thành có một bộ lông màu đen với màu hạt dẻ ở dưới ngực, bụng và chân. Đuôi màu xám đen và có một sọc trắng. Chúng có đôi mắt màu vàng và cái mào nhọn dài 8–10 cm. Con non có đầu màu xám-trắng và phần dưới nhạt màu hơn so với con trưởng thành. Con non có bộ lông của con trưởng thành sau 4 năm.

## Sinh sản
Mùa sinh sản của Spizaetus isidori được cho rằng bắt đầu từ tháng hai đến tháng ba khi chúng làm tổ. Tổ được xây dựng ở một vị trí cao trên cây, với kích thước rất lớn khoảng 2 m đường kính và 1 m chiều sâu. Chúng đẻ trứng trong tháng tư và tháng năm và con non nở ra vào tháng tám và tháng chín. Mỗi lứa đẻ 1-2 quả trứng màu trắng có đốm nâu. Thời gian nuôi con nhỏ khoảng 110-130 ngày.

## Con mồi
Spizaetus isidori săn một loạt các động vật có vú như sóc, khỉ sóc, nhím, gấu mèo coati và các loài động vật có vú cỡ trung bình sống trên cây khác. Chúng cũng săn bắt các loài chim như gà Mỹ.

## Phân bố
Spizaetus isidori sinh sống trong các vùng rừng núi rậm rạp, yên tĩnh dọc theo sườn núi Andes ở các độ cao từ 0-3.500 m trên mực nước biển, nhưng thường được tìm thấy ở độ cao 1.500-2.800 m. Chúng phân bố dọc theo vùng duyên hải phía tây bắc Venezuela và đông bắc Colombia, và trên các sườn núi cận nhiệt đới của dãy núi Andes qua Ecuador, Peru, Bolivia, Argentina, trên diện tích hơn 469.000 km². Số lượng của chúng được cho là khoảng 1,000-2,499 cá thể, trong đó có khoảng vài trăm con đại bàng ở Venezuela, khoảng 200 cá thể ở Ecuador, một vài trăm ở Colombia, một lượng nhỏ ở Argentina, và con số không rõ ở Peru và Bolivia.